# Örkin
Örkin är en bergstopp i republiken Island. Den ligger i regionen Västfjordarna, 210 km norr om huvudstaden Reykjavík. Toppen på Örkin är 636 meter över havet.
Trakten runt Örkin är nära nog obefolkad, med mindre än två invånare per kvadratkilometer.